# Kirkland Island
Kirkland Island är en ö i Kanada.   Den ligger i provinsen British Columbia, i den södra delen av landet, 3 500 km väster om huvudstaden Ottawa.
Trakten runt Kirkland Island består till största delen av jordbruksmark. Runt Kirkland Island är det tätbefolkat, med 442 invånare per kvadratkilometer.